# Gladys West
Gladys Mae West, nascida Gladys Mae Brown, (Condado de Dinwiddie, 1930) é uma matemática norte-americana que serviu de base essencial no desenvolvimento e criação do GPS.

## Biografia
Nascida no Condado de Dinwiddie, em 1931, Gladys não se interessava por plantações de algodão ou tabaco, que era o trabalho dos pais e dos amigos, e sabia que a melhor maneira de deixar o campo seria através da educação. Quando estava no ensino médio, ela soube que os melhores alunos do último ano poderiam ganhar uma bolsa de estudos para a Universidade de Virgínia, Gladys se empenhou nos estudos e se formou como a primeira da classe.
Com bolsa de estudos para a universidade, ela se graduou em matemática e por dois anos lecionou no Condado de Sussex antes de voltar para a faculdade a fim de obter um mestrado. Em 1956, ingressou na base naval de Dahlgren, sendo a segunda mulher negra a ser empregada na instituição. Foi na base que ela conheceu seu marido com quem casou em 1957.

## Carreira

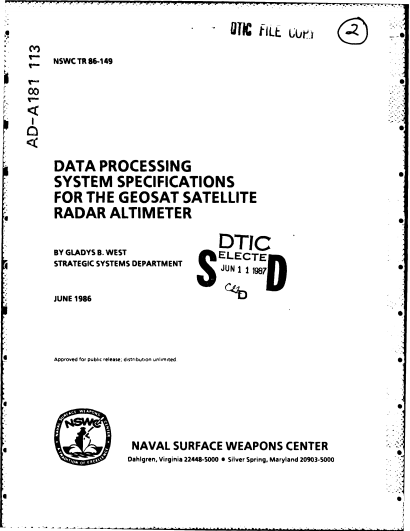
Relatório de processamento de dados do GeoSat, redigido por Gladys West

Uma de suas atribuições em Dahlgren era a de coletar dados de localização espacial dos satélites em órbita e depois inserir os dados nos supercomputadores da base, usando um programa rudimentar para analisar elevações de superfície. Trabalhou por dias coletando dados e realizando cálculos complexos, grata por ter contato não apenas com a matemática como também com vários cientistas de renome. Seu supervisor lhe recomendou como diretora do projeto do satélite Seasat, o primeiro satélite que poderia fazer sensoreamento remoto dos oceanos através de radar. Em 1979, ela foi indicada para um prêmio por seu trabalho. Por volta dessa época, Gladys era programadora de supercomputadores e diretora do projeto de processamento de dados usados em análises de satélites.
Em 1986, Gladys publicou um guia ilustrado de 60 páginas chamado "Especificações para Sistemas de Processamento de Dados para Altímetros de Satélites de Radar Geosat", pelo Centro de Armas Navais, que explicava como aumentar a acurácia na estimativa de deflexão vertical e alturas geoidais. Tal feito foi alcançado pelo processamento de dados criados pelos altímetros via rádio dos satélites geosat em órbita da Terra em 12 de março de 1984. Gladys trabalhou na base naval por 42 anos e se aposentou em 1998.
Cinco meses após sua aposentadoria, Gladys teve um acidente vascular cerebral (AVC) que afetou sua visão e audição, além do equilíbrio e o lado direito do corpo. Mesmo se recuperando do AVC, Gladys decidiu obter seu doutorado. Entrou na Associação Cristã de Moços para fazer fisioterapia e assim se recuperar para obter seu doutorado à distância pela Virginia Tech. Além do AVC, ela também precisou de quatro pontes de safena e precisou tratar um câncer em 2011.
Aos 87 anos, Gladys escreve sua biografia.

## Reconhecimento
É uma das 100 Mulheres da lista da BBC de 2018.